# Lost Canyon Cowboy Camp
 (décembre 2019).
Le Lost Canyon Cowboy Camp est un ancien campement du comté de San Juan, dans l'Utah, aux États-Unis. Protégé au sein du parc national des Canyonlands, il est lui-même inscrit au Registre national des lieux historiques depuis le 7 octobre 1988.